# Boot vom See Genezareth

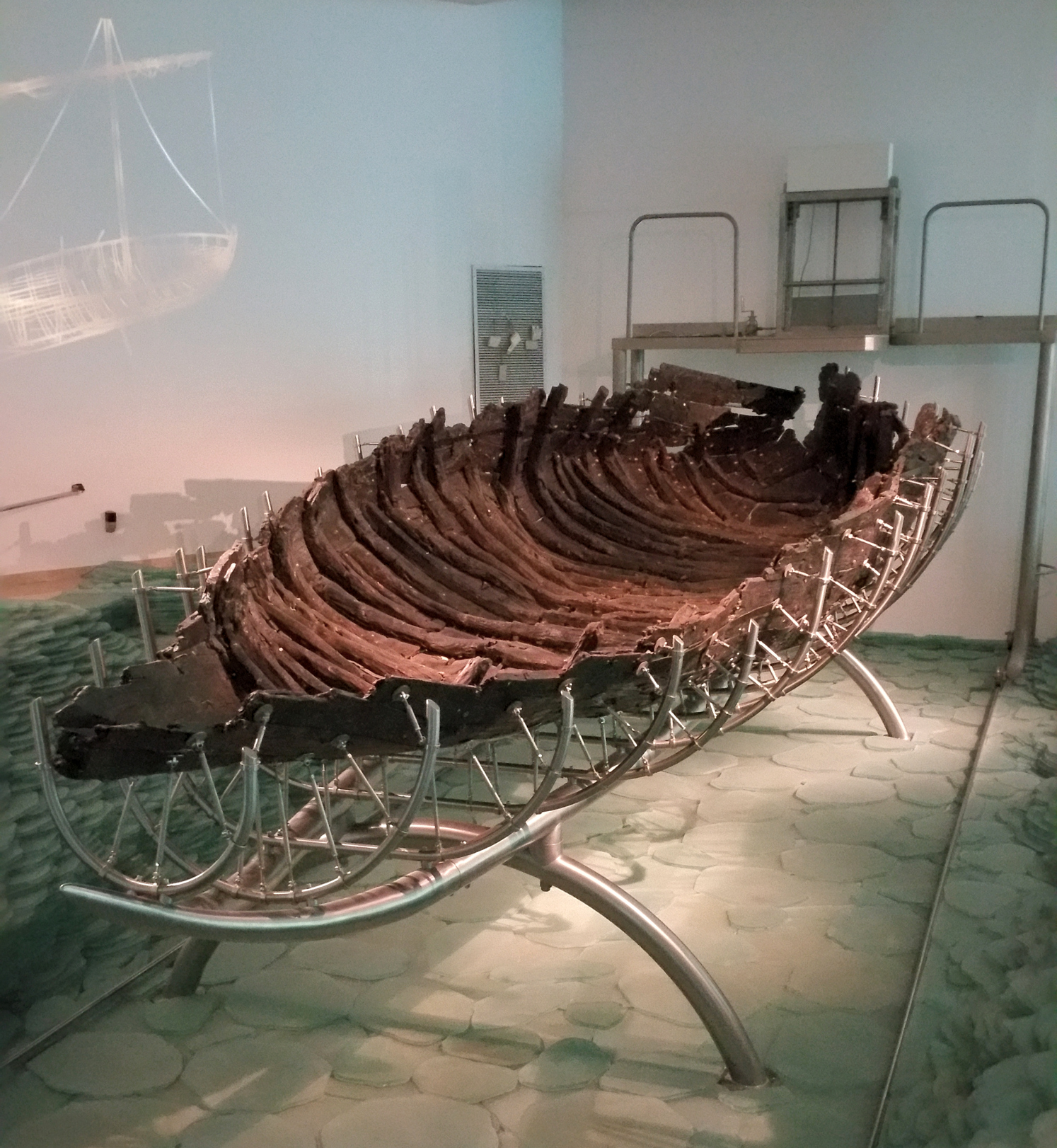
Ausstellung des restaurierten Bootes im Yigal-Allon-Museum mit Rekonstruktionsbild an der Wand.

Das Boot vom See Genezareth ist ein marinearchäologischer Fund nahe dem antiken Hafen Magdala. Er ist nach abgeschlossener Restaurierung im Yigal-Allon-Museum im Kibbuz Ginnossar unweit der Fundstelle ausgestellt. Da die Datierung des Fundes grob in die vermutete Lebenszeit des Jesus von Nazareth fällt, wird der Fund oft als Jesusboot bezeichnet.

## Beschreibung

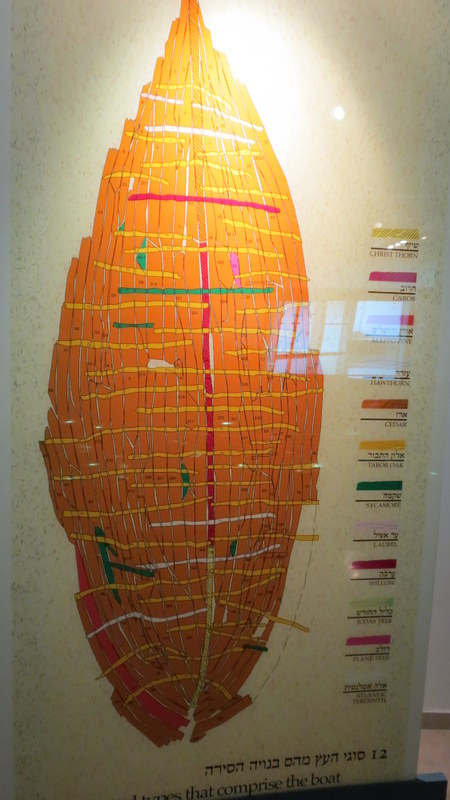
Zeichnung der Hölzer des Bootsrumpfes.

Das Boot vom See Genezareth ist ein Boot aus dem 1. Jahrhundert, das gerudert und gesegelt werden konnte. Mit einer Größe von 8,2 × 2,3 Metern hat es fünf bis zehn Personen Platz geboten.
Die hier angewandte Bootsbautechnik ist die für den antiken Mittelmeerraum typische kraweele Schalenbauweise. Dabei wurden zunächst Kiel und Planken mittels Zapfen und Nägeln verbunden, dann die Spanten in den Rumpf eingesetzt und mit Nägeln an den Planken befestigt. Die Beplankung war größtenteils aus dem Holz der Libanon-Zeder, die Spanten zumeist aus Eichenholz; darüber hinaus sind aber auch Hölzer von Aleppo-Kiefer, Johannisbrotbaum, Christusdorn, Weißdorn, Judasbaum, Lorbeer, Platane, Feigenbaum, Weide und Pistazie verbaut. Viele der Materialien sind Recyclingmaterial.
Kurz nach dem Untergang bedeckte Schlick aus einem einmündenden Fluss das Wrack. Die Hölzer, die aus dem Schlick herausragten, wurden nicht konserviert; von diesem Teil des Bootes blieben nur die Nägel erhalten. In dem Boot lagen ein frührömischer keramischer Kochtopf und eine Öllampe.

## Auffindung und Bergung
Im Jahr 1986 hatte der See Genezareth nach mehreren trockenen Jahren einen besonders niedrigen Wasserspiegel. Angehörige des Kibbuz Ginnossar entdeckten am Ufer einige rostige Nägel und Holzreste. Nachdem bekannt geworden war, dass es sich hier um ein antikes Bootswrack handelte, das die Medien „Jesus-Boot“ nannten, fand die Bergung starkes öffentliches Interesse.

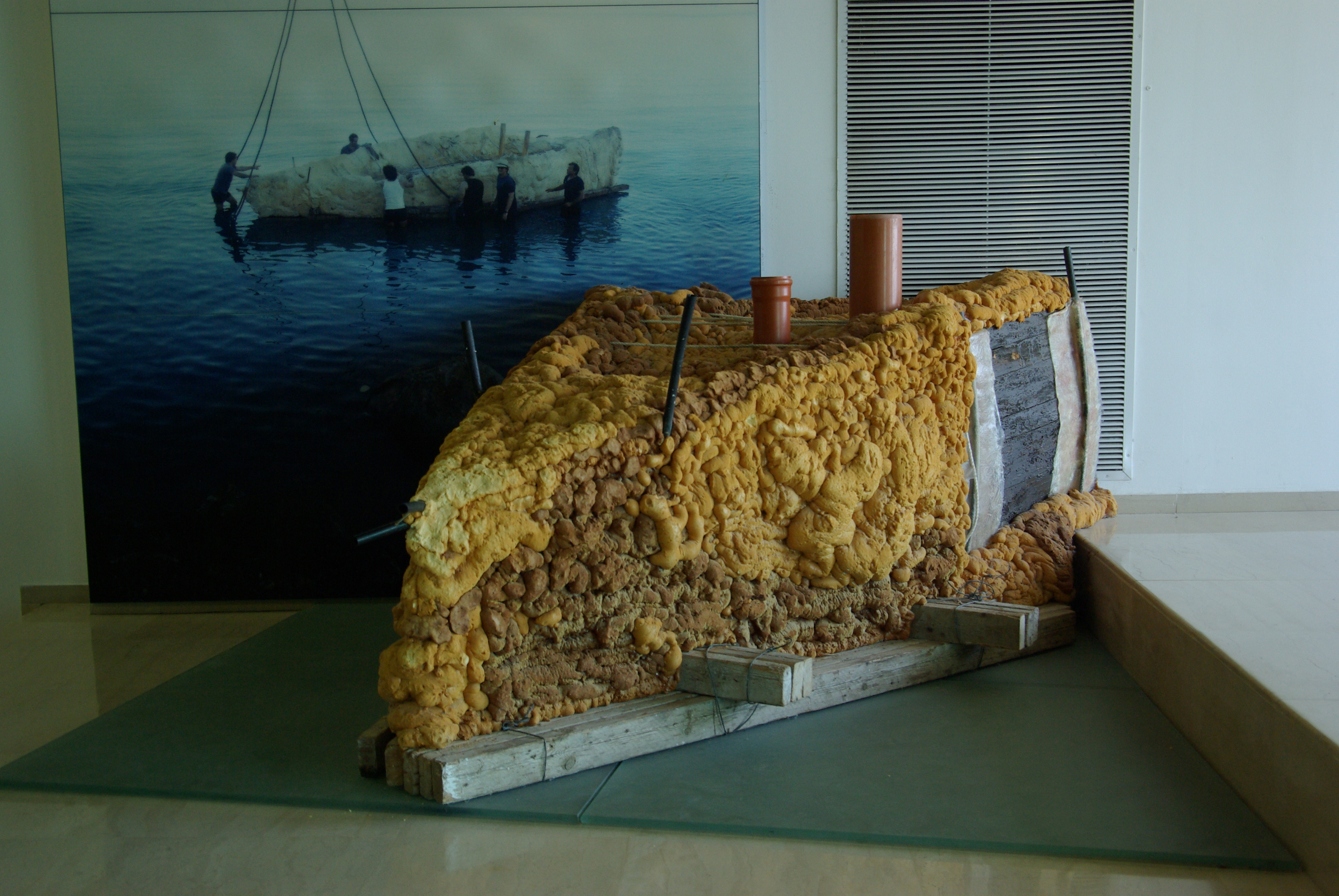
Darstellung der Stabilisierung des Bootsrumpfes für den Transport mit Polyurethanschaum.

Die Bergung war schwierig, denn das Holz hatte eine schwammartige Konsistenz und durfte nicht austrocknen. Nach Entfernung des Schlamms wurde der Bootskörper mit Fiberglasrippen stabilisiert und das Boot mit Polyurethanschaum gefüllt, sodass es transportfähig wurde. Eine Schicht Polyethylen sorgte dafür, dass der Schaum sich wieder vom Holz entfernen ließ.
Derart stabilisiert, gelangte das Boot schwimmend bis zum Hafen des Kibbuz, wo inzwischen eine Konservierungsbaracke errichtet worden war. Hier wurde das Holz in einem langwierigen Prozess so weit stabilisiert, dass es museal präsentiert werden konnte. Dazu lag das Wrack neun Jahre lang in einem Wasserbecken; das Wasser im Holz wurde langsam gegen ein Gemisch aus Polyethylenglycol und synthetischem Wachs ausgetauscht.
Ein weiteres Jahr dauerte die kontrollierte Trocknung. Danach konnten die stützenden Fiberglasrippen gegen eine Konstruktion aus Metallstreben (Foto) ausgewechselt werden. Die museale Präsentation projiziert den „Schatten des Bootes“ als Rekonstruktion des früheren Aussehens auf eine Wand und informiert über den komplexen Prozess der Bergung und Restaurierung.

## Datierung

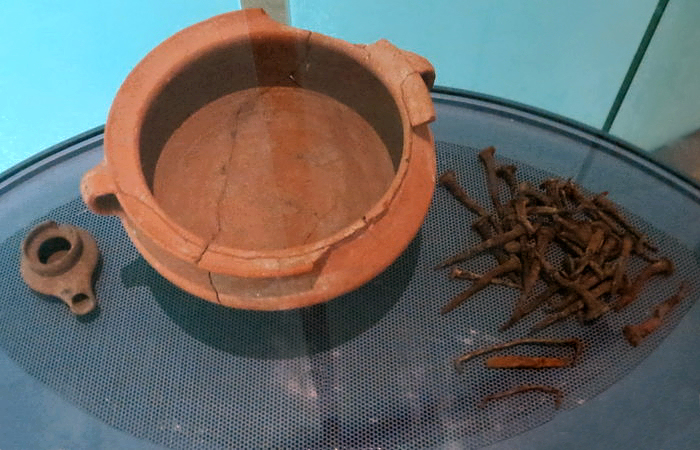
Einzelfunde: Öllampe, Kochtopf, Nägel.

Bei der Datierung des Bootsfundes kamen drei verschiedene Methoden zur Anwendung. Die Altersbestimmung der Öllampe und des Kochtopfes erfolgte anhand der typischen regionalen Keramikformen. Sie wurden in die frührömische Periode von 50 v. Chr. bis 70 n. Chr. datiert. Bei den Hölzern wurde die Radiokarbonmethode zur Bestimmung des Fälljahres angewendet, das um 40 v. Chr. ± 80 Jahre lag. Die Konstruktionstechnik bestätigte, dass es sich um ein Boot aus antiker (oder byzantinischer) Zeit handelte.
Die Art, wie beim Bootsbau ältere Teile wiederverwendet wurden, führte dazu, dass die Fachleute das Boot übereinstimmend an das Ende des möglichen Zeitraums datierten.

## Interpretation
Die Bedeutung dieses Bootes liegt nicht darin, darüber zu spekulieren, ob Jesus oder einer seiner Jünger damit gefahren sein könnte, sondern in den Informationen, die über das Alltagsleben am See Genezareth im 1. Jahrhundert n. Chr. zu gewinnen sind: Es ist handwerklich sehr gut verarbeitet, besteht aber zum Teil aus minderwertigen, also billigen Hölzern und wiederverwendeten Nägeln und Teilen von anderen Booten. Wer aus diesen Materialien sein Boot bauen musste, lebte offenbar unter ärmlichen Bedingungen.
Dabei war Magdala ein antikes Zentrum der Fischverarbeitung, wo die Würztunke Garum für den Export produziert wurde. Die Fischerei auf dem See hätte deshalb recht einträglich sein können, „doch die zahlreichen Abgaben (Fischereilizenzen, Steuern, Zölle), die an den Kaiser und an seine Klientelfürsten abgeführt werden mussten, ließen die Fischer nicht reich werden.“
Die Fischerfamilien, teilweise Kleingenossenschaften, mussten nicht nur für ihre Ausrüstung selbst aufkommen, sondern auch teure Fischereilizenzen bezahlen. Die wurden zum Teil von einer Art Wasserpolizei eingetrieben. Die Fischer konnten sich nicht gegen niedrige Abnahmepreise wehren und trugen das Risiko schlechter Fangergebnisse allein. Auf der anderen Seite war es der lokale Klientelherrscher, der die Gewinne sowohl aus den Fischereilizenzen als auch aus den Gewerbesteuern (die bei der Fischverarbeitung anfielen) abschöpfte, was mittelbar über von ihm abhängige Zollpächter erfolgte.

## Zeitgenössische Bootsbeschreibungen

### Josephus über Boote auf dem See Genezareth
Eine geschichtliche Zäsur stellt der Jüdische Krieg dar. Nach der römischen Einnahme der Stadt Tarichaia (griechischer Name von Magdala) im Jahr 67 n. Chr. seien laut dem römisch-jüdischen Geschichtsschreiber Josephus, der Augenzeuge war, Einwohner und Kämpfer mit den verfügbaren Booten auf den See geflohen. Der römische Befehlshaber Vespasian ließ daraufhin zahlreiche Flöße bauen, auf denen sich seine Soldaten an die Verfolgung machten. Die jüdischen Boote konnten nirgendwo landen, da die Römer das ganze Ufer besetzt hielten. Den Legionären auf ihren Flößen waren sie auch nicht gewachsen: „die kleinen, nach Piratenart leicht gebauten Kähne erwiesen sich als viel zu schwach.“ Niemand, so Josephus, sei dem folgenden Gemetzel schwimmend entkommen, am Seeufer hätten danach viele verwesende Leichen und Schiffstrümmer gelegen.

### Schiffsmosaik aus Magdala

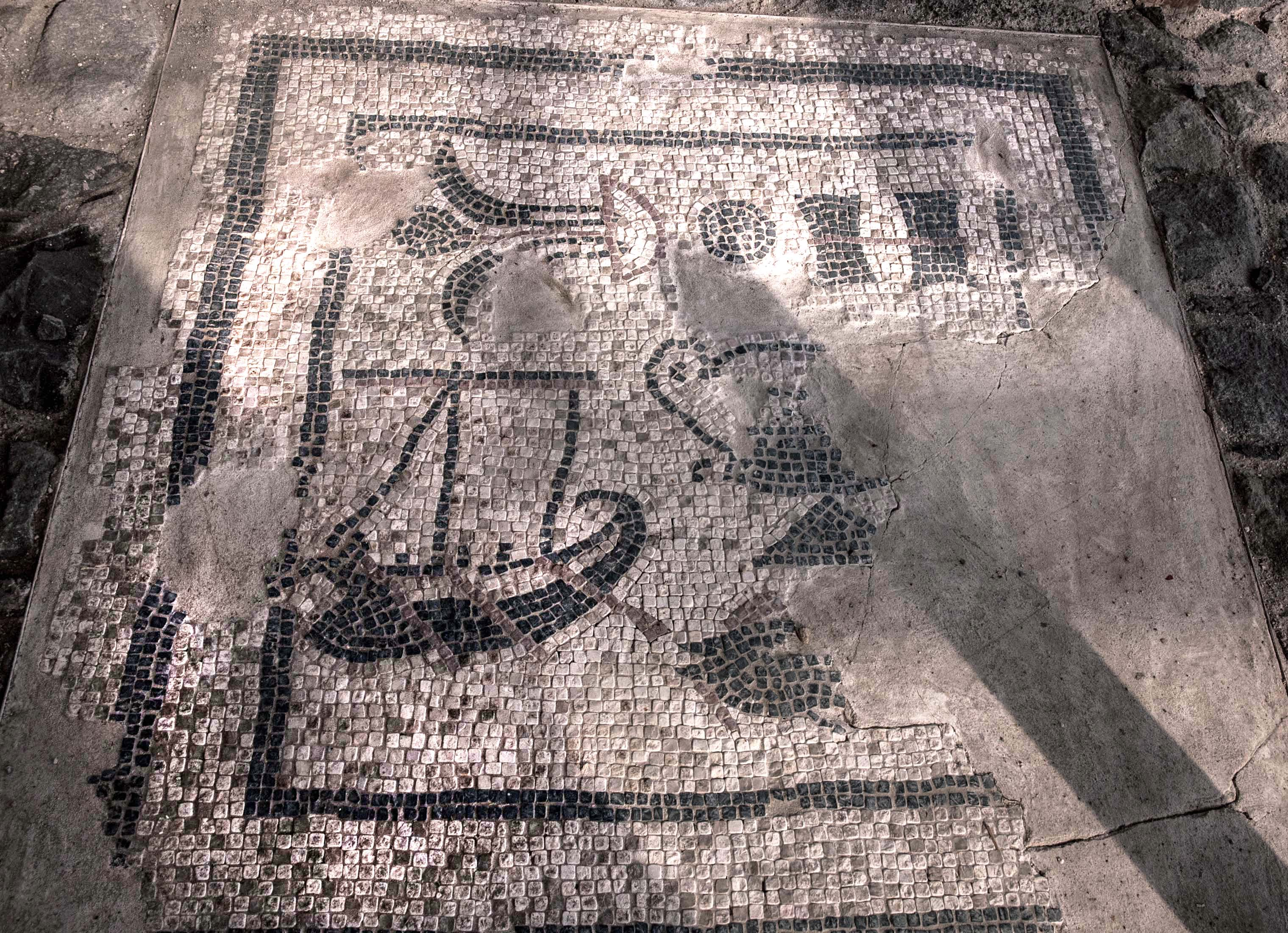
Das Mosaik aus Migdal Nunia zeigt vermutlich ein Fischerboot vom See Genezareth.

In einer Stadtvilla von Magdala (Migdal Nunia) legten Archäologen einen Mosaikfußboden des 1. Jahrhunderts n. Chr. frei. Er enthält eine Schiffsdarstellung, der für die Rekonstruktion wichtige Informationen zu Segel, Ruder und Takelage entnommen werden konnten. Das Mosaik stellt (laut Avner Raban) ein sogenanntes Myoparo-Schiff dar, das für den Einsatz auf dem See Genezareth an flaches Wasser und häufig wechselnde Winde angepasst worden war. Dieser Schiffstyp ist auch auf einer Münzprägung aus Tiberias aus der Zeit von Kaiser Caracalla zu sehen.

## Nachbauten

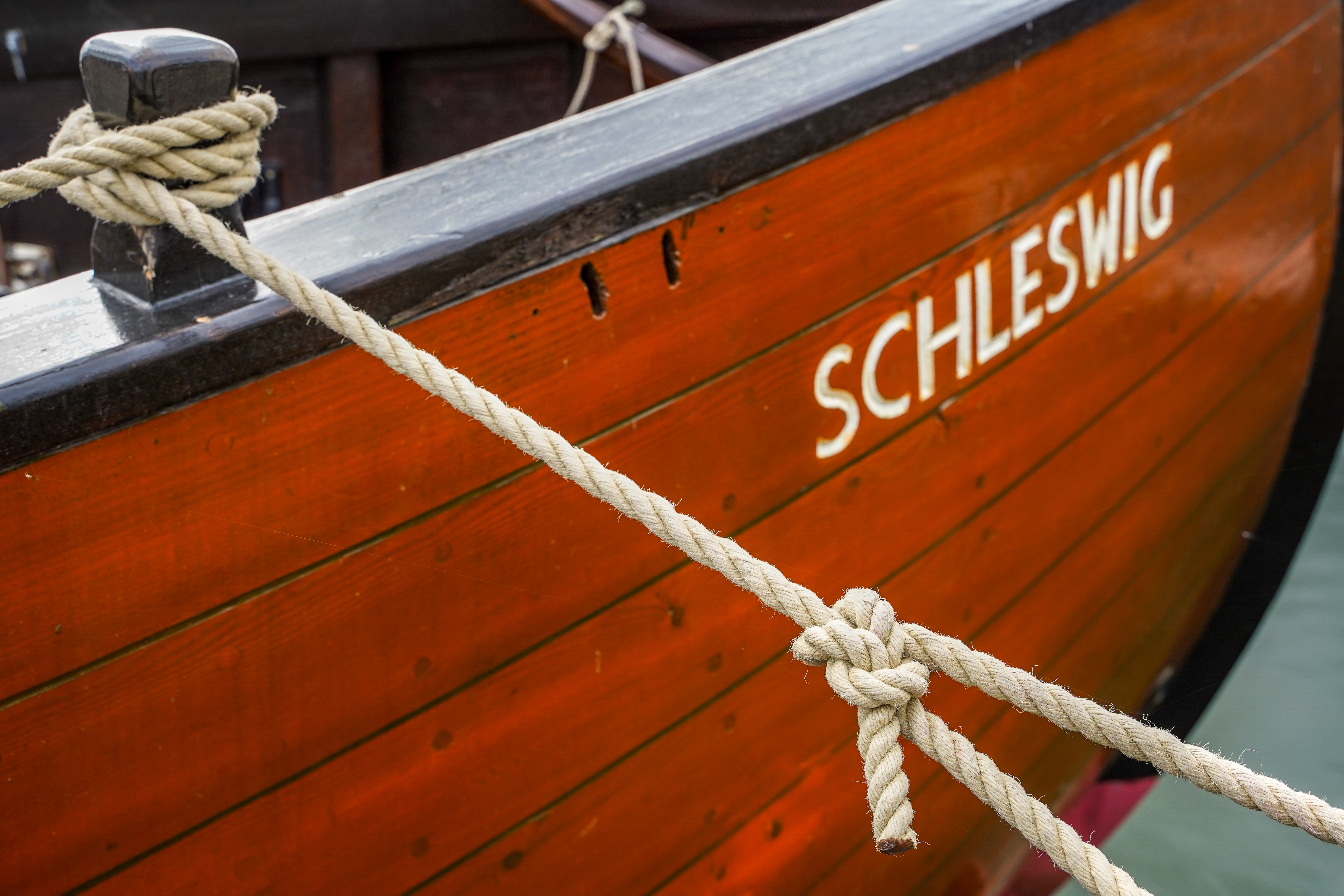
Nachbau des Bibelzentrums Schleswig.

Auf der Museumswerft Flensburg wurde ein Nachbau des Bootes angefertigt, der im Jahr 2010 unter dem Namen „Ichthys“ vom Stapel lief und dem Bibelzentrum Schleswig für museumspädagogische Aufgaben dient. Es ist der einzige Nachbau, der als Boot funktionsfähig ist.
Ein weiterer Nachbau des Boots vom See Genezareth nimmt eine zentrale Stellung in der neutestamentlichen Ausstellung des Museums Bibelhaus am Frankfurter Museumsufer ein. Um dieses begehbare Exponat gruppieren sich antike Kleinfunde vom See Genezareth, die das Museum als Dauerleihgabe der israelischen Antikenverwaltung präsentiert.
Im Jahr 2023 erhielt der Vatikan einen von der Schiffsbauerfamilie Aprea aus Sorrent angefertigten Nachbau des Bootes als Geschenk, der fortan dauerhaft in der Halle, die von den Ticketschaltern in die päpstliche Kunstsammlung der Vatikanischen Museen führt, gezeigt werden soll.